# Liqueur de mirabelle
La liqueur de mirabelle est une boisson alcoolisée à base de mirabelle. Elle est obtenue après macération de noyaux de mirabelle et de sucre dans de  l'eau-de-vie incolore. Cette boisson possède environ 15° d'alcool. La mirabelle provient de l'arbre du mirabellier.
Elle est notamment utilisée pour confectionner le kir lorrain, en l'additionnant d'un blanc sec, idéalement un vin de Moselle.
Il ne faut pas confondre cette liqueur avec l'eau-de-vie de mirabelle qui est obtenue en faisant fermenter des fruits puis en distillant le résultat. Cette boisson fait d'ordinaire environ 40° d'alcool et elle bénéficie d'une appellation réglementée. C'est une spécialité récente, de la fin du XIXe siècle, puisque auparavant un édit interdisait la distillation des fruits à noyau pour protéger les vignerons de la concurrence.
La liqueur de mirabelle a été créée en Moselle.